# Bert Hiemstra
Bert Hiemstra (Groningen, 9 augustus 1973) is een Nederlands voormalig wielrenner.

## Belangrijkste overwinningen
1992
- 7e etappe Tour du Poitou Charentes

1993
- 7e etappe Olympia's Tour

1994
- Van Keulen Omloop

1999
- Rund um Rhede

2001
- 5e etappe Ster Elektrotoer
- GP Wieler Revue

2003
- Puntenklassement Ronde van Luxemburg

## Resultaten in voornaamste wedstrijden
| Jaar | Gent-Wevelgem | Ronde van Vlaanderen | Parijs-Roubaix | Amstel Gold Race |  | WK op de weg |
| ---- | ------------- | -------------------- | -------------- | ---------------- |  | ------------ |
| 1998 | 132e          |                      | 65e            |                  |  |              |
| 1999 | 53e           |                      | 45e            |                  |  |              |
| 2001 | 28e           | 35e                  |                |                  |  | opgave       |
| 2002 |               |                      |                | 89e              |  |              |
| 2003 |               |                      |                | 101e             |  |              |
| 2004 |               | 56e                  | 53e            | 73e              |  |              |